# Claudio Zamarion
Claudio Zamarion (Roma, 24 novembre 1972) è un direttore della fotografia e produttore cinematografico italiano.

## Biografia
Ha esordito nel 2001 come direttore della fotografia nel film South Kensington del regista Carlo Vanzina con il quale ha poi collaborato in diverse sue opere successive.

## Filmografia

### Direttore della fotografia
- South Kensington, regia di Carlo Vanzina (2001)
- Joy - Scherzi di gioia, regia di Adriano Wajskol (2002)
- Il pranzo della domenica, regia di Carlo Vanzina (2002)
- Febbre da cavallo - La mandrakata, regia di Carlo Vanzina (2003)
- Le barzellette, regia di Carlo Vanzina (2003)
- In questo mondo di ladri, regia di Carlo Vanzina (2004)
- Il ritorno del Monnezza, regia di Carlo Vanzina (2005)
- Eccezzziunale... veramente - Capitolo secondo... me, regia di Carlo Vanzina (2005)
- Olé, regia di Carlo Vanzina (2006)
- 2061 - Un anno eccezionale, regia di Carlo Vanzina (2007)
- Un'estate al mare, regia di Carlo Vanzina (2008)
- Un'estate ai Caraibi, regia di Carlo Vanzina (2009)
- Niente può fermarci, regia di Luigi Cecinelli (2013)
- Ambo, regia di Pierluigi di Lallo (2014)
- Parasitic Twin, regia di All Zammi (2018)
- Non è vero... ma ci credo, regia di Stefano Anselmi (2018)
- Io sono Rosa Parks, regia di Alessandro Garilli (2018)
- Nati 2 volte, regia di Pierluigi di Lallo (2018)
- Karim, regia di Federico Alotto (2019)
- Lockdown all'italiana, regia di Enrico Vanzina (2020)
- Tre sorelle, regia di Enrico Vanzina (2022)